# Paolo Bossoni
Paolo Bossoni, nascido a 2 de julho de 1976 em San Secondo Parmense, na província de Parma, em Emília-Romanha, Itália é um ciclista italiano. Foi profissional desde 1999, e corre para a formação Lampre-Fondital até que lhe suspenderam devido a um controle antidoping nos campeonatos da Itália.

## Biografia
Em 31 de julho de 2008, num controle antidoping nos campeonatos da Itália em junho, deu positivo por EPO.

## Palmares
1998
- Grande Prêmio Palio do Recioto

2000
- 1 etapa da Vuelta a España

2001
- 1 etapa do Brixia Tour

2002
- Grande Prémeo Indústria e Commercio Artigianato Carnaghese

2003
- Coppa Sabatini

## Resultados nas grandes voltas
| Corrida         | 1999 | 2000 | 2001 | 2002 | 2003 | 2004 | 2005 | 2006 | 2007 | 2008 |
| --------------- | ---- | ---- | ---- | ---- | ---- | ---- | ---- | ---- | ---- | ---- |
| Giro d'Italia   | -    | -    | 104º | -    | -    | -    | -    | -    | -    | Ab.  |
| Tour de France  | -    | -    | -    | Ab.  | 134º | -    | -    | -    | 95º  | -    |
| Vuelta a España | -    | 88º  | -    | 96º  | -    | -    | -    | -    | -    | -    |